# Coelioxys rufispina
Coelioxys rufispina là một loài Hymenoptera trong họ Megachilidae. Loài này được Walker mô tả khoa học năm 1871.